# Fell in Love with an Alien
Fell in Love with an Alien is een nummer van de Europees-Amerikaanse popgroep The Kelly Family. Het nummer werd geschreven door de familie en Kathy Kelly en Paddy Kelly namen de productie voor hun rekening. Zij hebben het nummer ook ingezongen. In 1997 werd het uitgebracht als derde single van het negende studioalbum van de groep, Almost Heaven.

## Hitnoteringen en prijzen
Fell in Love with an Alien bereikte de derde plek van Nederlandse Top 40, waarin het in totaal vijftien weken genoteerd stond. Het werd van de eerste plek gehouden door De regenboog van Frans Bauer en Marianne Weber en door Mama van de Spice Girls. Buiten Nederland bereikte het nummer ook in Zwitserland, Oostenrijk, Duitsland en Vlaanderen de hitlijsten.

### Nederlandse Top 40
| Hitnotering: 08-03-1997 t/m 14-06-1997 | Hitnotering: 08-03-1997 t/m 14-06-1997 | Hitnotering: 08-03-1997 t/m 14-06-1997 | Hitnotering: 08-03-1997 t/m 14-06-1997 | Hitnotering: 08-03-1997 t/m 14-06-1997 | Hitnotering: 08-03-1997 t/m 14-06-1997 | Hitnotering: 08-03-1997 t/m 14-06-1997 | Hitnotering: 08-03-1997 t/m 14-06-1997 | Hitnotering: 08-03-1997 t/m 14-06-1997 | Hitnotering: 08-03-1997 t/m 14-06-1997 | Hitnotering: 08-03-1997 t/m 14-06-1997 | Hitnotering: 08-03-1997 t/m 14-06-1997 | Hitnotering: 08-03-1997 t/m 14-06-1997 | Hitnotering: 08-03-1997 t/m 14-06-1997 | Hitnotering: 08-03-1997 t/m 14-06-1997 | Hitnotering: 08-03-1997 t/m 14-06-1997 | Hitnotering: 08-03-1997 t/m 14-06-1997 |
| Week:                                  | 1                                      | 2                                      | 3                                      | 4                                      | 5                                      | 6                                      | 7                                      | 8                                      | 9                                      | 10                                     | 11                                     | 12                                     | 13                                     | 14                                     | 15                                     |                                        |
| -------------------------------------- | -------------------------------------- | -------------------------------------- | -------------------------------------- | -------------------------------------- | -------------------------------------- | -------------------------------------- | -------------------------------------- | -------------------------------------- | -------------------------------------- | -------------------------------------- | -------------------------------------- | -------------------------------------- | -------------------------------------- | -------------------------------------- | -------------------------------------- | -------------------------------------- |
| Positie:                               | 25                                     | 10                                     | 5                                      | 4                                      | 3                                      | 5                                      | 7                                      | 7                                      | 12                                     | 12                                     | 17                                     | 17                                     | 20                                     | 29                                     | 39                                     | uit                                    |